# PQ-16
PQ-16 — арктический конвой времён Второй мировой войны.

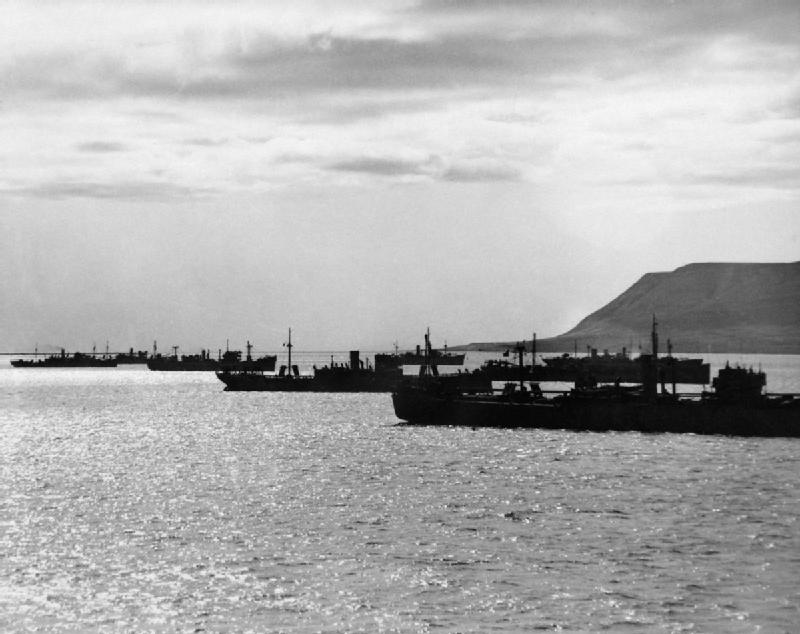
Арктический конвой май 1942

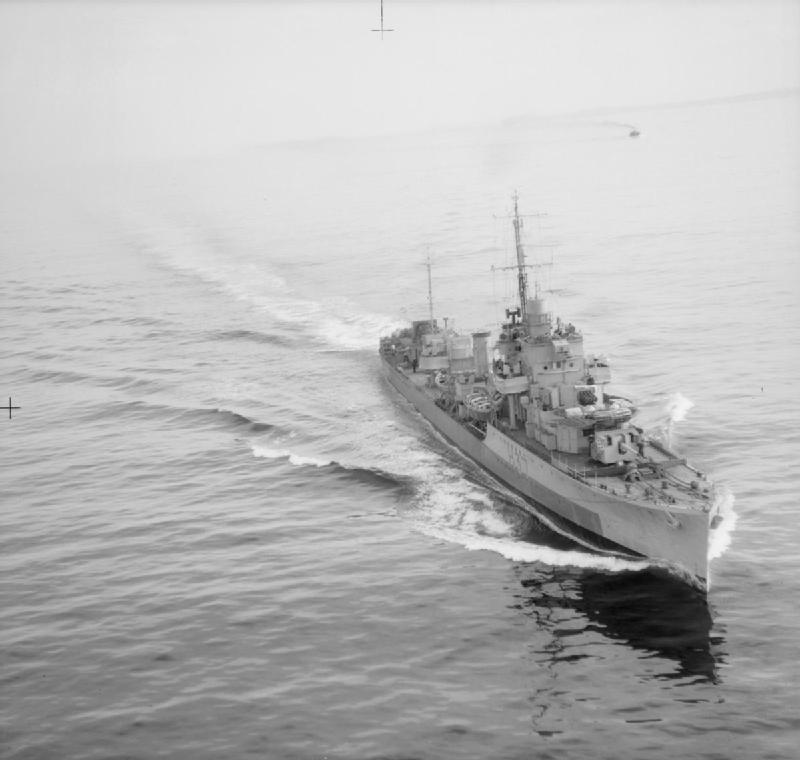
ORP Garland

PQ-16 был отправлен в СССР 20 мая 1942 года, от берегов Исландии со стратегическими грузами и военной техникой из США, Канады и Великобритании. В его состав входило 35 грузовых судов. Его сопровождали 17 эскортных кораблей союзников, до острова Медвежий конвой прикрывала эскадра из 4 крейсеров и 3 эсминцев.
Польский эсминец ОРП «Гaрлянд» (ORP «Garland») при защите кораблей конвоя получил большой урон (среди прочего, погибло 23 моряка).
Конвой достиг своего места назначения, за исключением семи потопленных судов и ещё одного, которое повернуло назад в начале похода,также был сбит известный летчик Борис Сафонов.